# 8754 Leucorodia
8754 Leucorodia è un asteroide della fascia principale. Scoperto nel 1960, presenta un'orbita caratterizzata da un semiasse maggiore pari a 2,9009015 UA e da un'eccentricità di 0,0831427, inclinata di 1,23984° rispetto all'eclittica.